# EU ビジネススクール

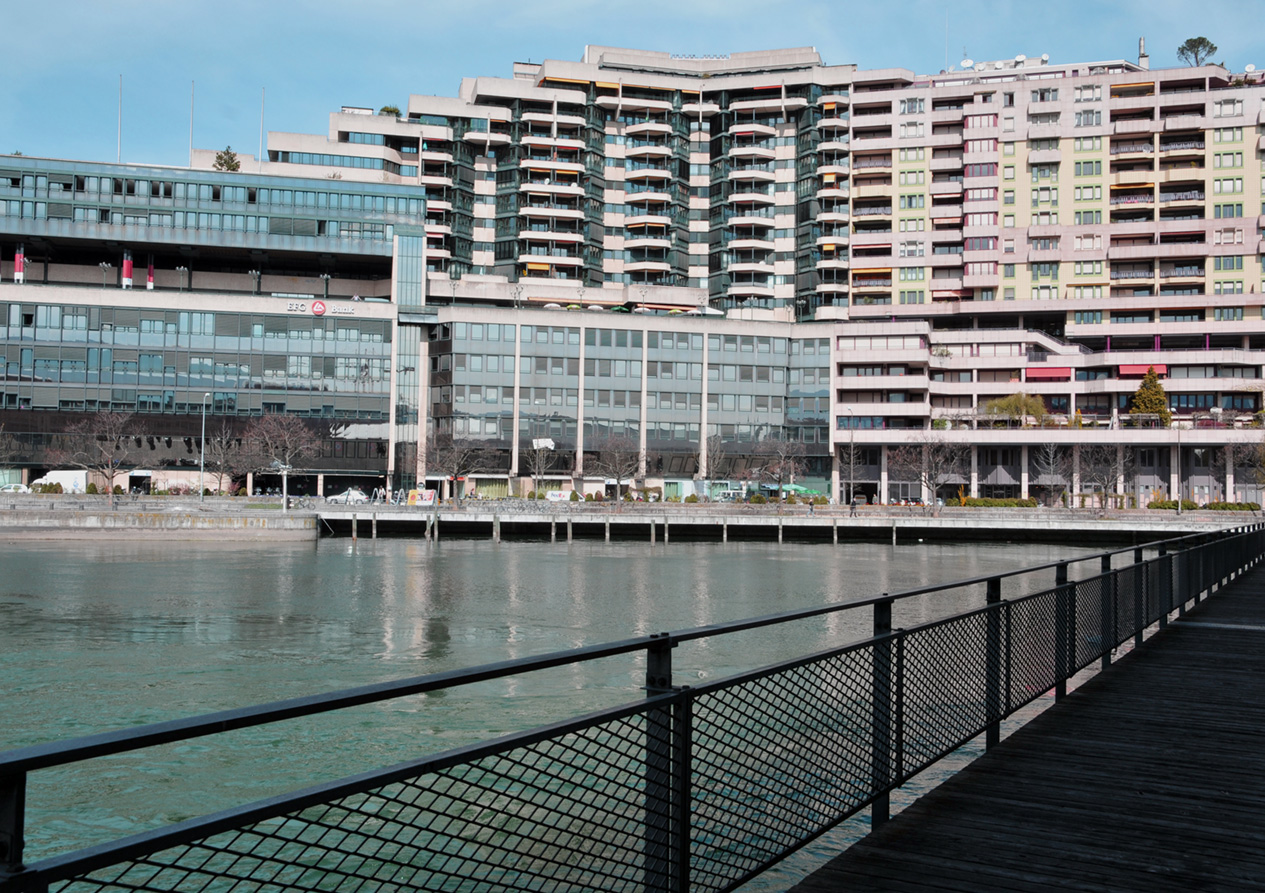
スイス、ジュネーブキャンパス

EU Business School （EU経営学大学院、旧称：ヨーロッパ大学）はスイスに本部を置く、マルチキャンパス型の私立のビジネススクールである。
世界的に非常に高い評価を受けるビジネススクールの一つであり、スイス（ジュネーブとモントルー）、スペイン（バルセロナ）、ドイツ（ミュンヘン）にキャンパスを構え、執行機関がスイスのイヴォルヌにある。
国際的なビジネススクール認定機関を含め、様々な国際認証機関から認証を受けているビジネススクールである。
CEO MagagineのグローバルオンラインMBAランキングでは2015年から2018年にわたり4年連続世界第1位に選ばれている。また、85か国以上から学生が集まっており、言語・国籍の多様性があることも特徴の一つである（学生の95%以上が海外留学生となる）。
今までに全世界に25,000人以上の卒業生を送り出し、卒業生は平均3か国語を操るマルチリンガルである。

## 沿革
1973年、アントワープにXavier Nieberdingが、そして1982年、ブリュッセルにDominique Jozeau学部長がEU ビジネススクールを設立。
国際関係、企業経営および起業家育成のユネスコチェアを担当するDirk Craenが現在の学長を務める。

## アカデミックプログラム
EU ビジネススクールは、英語で行うビジネス教育プログラムを提供している。
プログラムは学部レベルと大学院レベルに分類され、企業経営の学士、修士、博士課程のプログラム（BBA、MBA、DBA） を提供している。
また、上記の学位はドイツ政府からも認証されている。

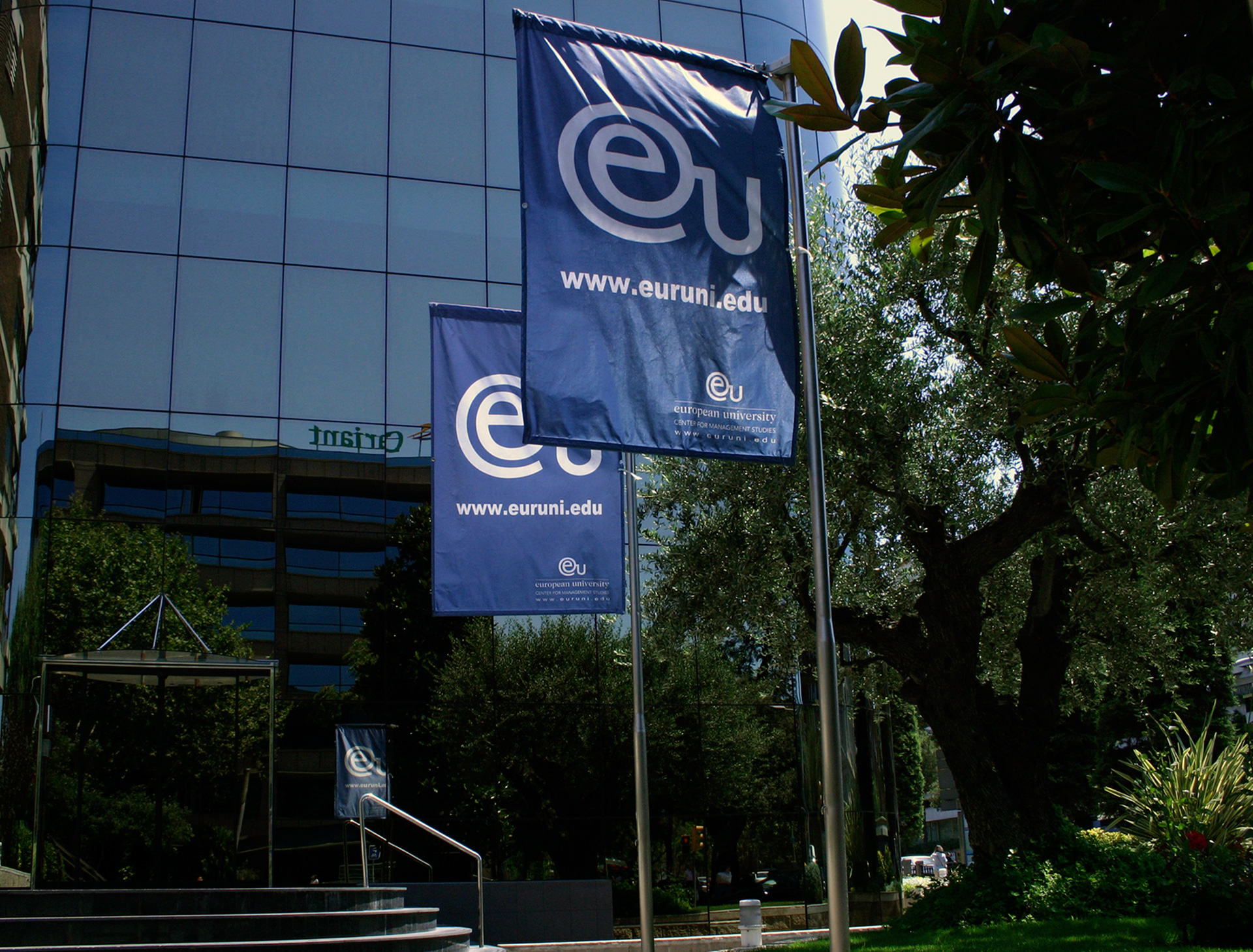

学部および大学院プログラムは、企業経営（BBA）、企業財務、国際ビジネス、国際マーケティング、グローバルバンキング&ファイナンス、起業家育成、リーダーシップ育成、E-ビジネス、デジタルメディア、人事および評価管理、コミュニケーション&広報、レジャー&ツーリズム、国際関係、スポーツマネジメント、ビジネスおよび持続可能性、ビジネス&設計管理、家族経営マネジメントといったさまざまな分野を提案している。
学部および大学院プログラムに加えて、EU ビジネススクールではエグゼクティブ経営学士（EBBA）、オンラインで受講可能な国際ビジネスの修士号および経営学の博士号プログラムも用意している。
EU ビジネススクールには、チナワット大学（バンコク、タイ王国）との二重学位制度もある。2013年には、ジェセルトンカレッジ (Malaysia) との二重経営学士に関して、Malaysia資格機構 (MQA) から仮認定を受けた。
さらに、EU ビジネススクールでは東南アジアおよびロシアにてビジネススクール提携プログラムを展開している。
本プログラムは、アメリカ、スペイン、スイス、ドイツ、イギリス、ロシア、カザフスタン、台湾、中国、マレーシア、タイにおいて学生たちの国際キャンパス間での交流を活発にするためのものである。

## 各種認定

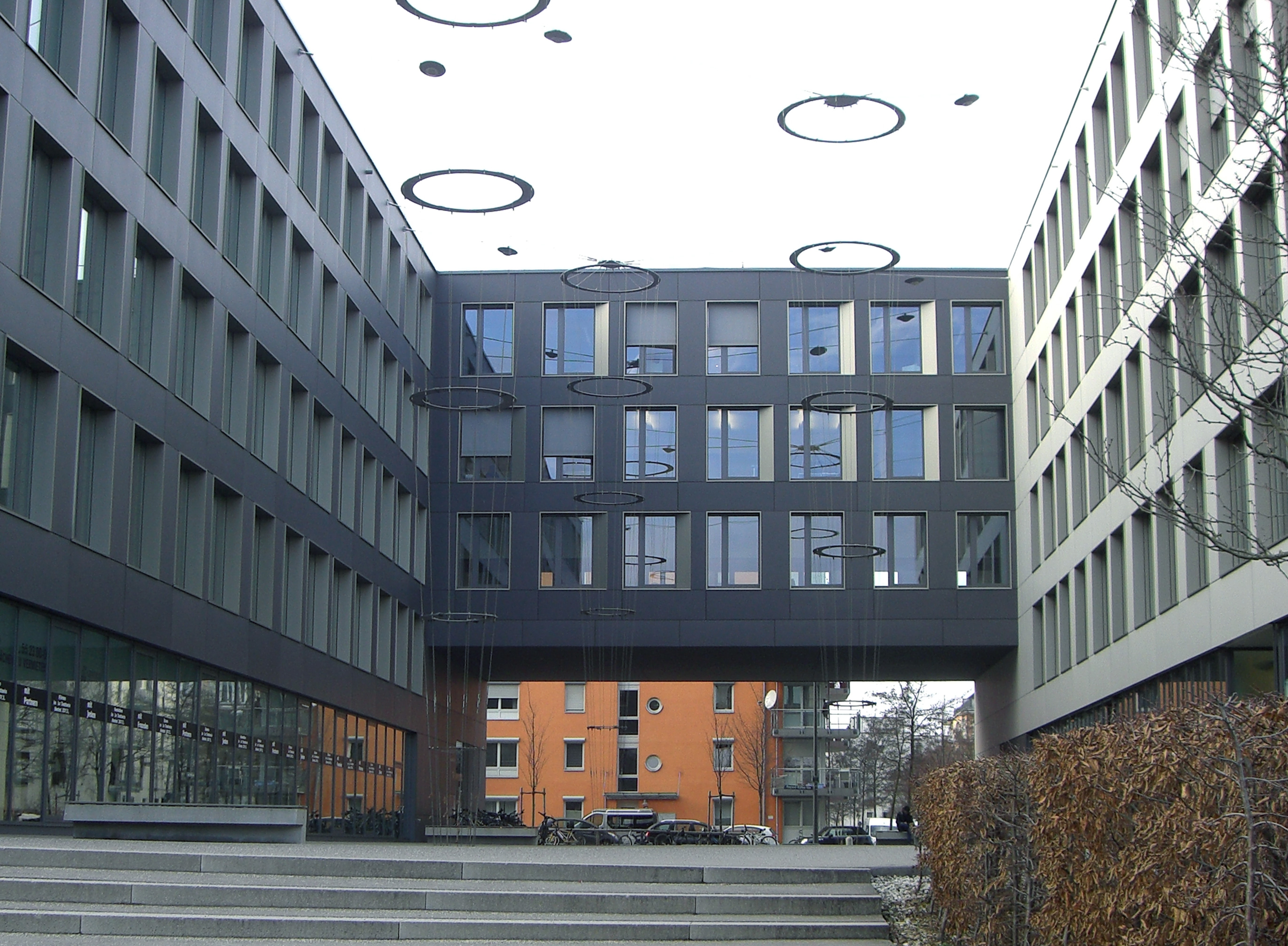

EU ビジネススクールはイギリス・ドイツ両国の国家認定の文学士号である、ダービー大学の国際ビジネス学士、およびイギリス・ドイツ両国の国家認定のMBAと科学修士である、ローハンプトン大学（イギリス、ロンドンの国立大学）の国際マネジメントの修士を提供している。
どちらもAnabinにより H+ (国家認定) が与えられている。
EU ビジネススクールは国家認定大学であるペース大学（ニューヨーク）とフィッシャーカレッジ（ボストン）とのジョイントプログラムを提供しており、それぞれの大学の学士号を授与する。

### パートナーシップ
- カリフォルニア大学リバーサイド校（カリフォルニア、アメリカ）・・・the University of California, Riverside(California, USA)[29]
- ローハンプトン大学（ロンドン、イギリス）：University of Roehampton(London, UK)[30]
- ロンドン・メトロポリタン大学（ロンドン、イギリス）：London Metropolitan University(London, UK)[31]
- ダービー大学（ダービー、イギリス）：University of Derby(Derby, UK)
- モントルーインターナショナルスクール（モントルー、スイス）：Montreux International School(Montreux, Switzerland)[32]
- ダブリン・ビジネス・スクール（ダブリン、アイルランド）：Dublin Business School(Dublin, Ireland)[33]
- ペース大学（ニューヨーク、アメリカ）：Pace University(New York, USA)
- フィッシャーカレッジ（ボストン、アメリカ）：Fisher College(Boston, USA)

など、
2011年1月、EUビジネススクールは中央および東ヨーロッパ経営能力開発協会から国際品質認定 (IQA) を授与され、 2015年に更新された。
2014年11月、EUビジネススクールは、スイス生涯教育機関品質保証機構（EduQua）より認定を受けた。
スイスのEUビジネススクールが提供するビジネスプログラムは、2010年3月より大学ビジネス教育国際協議会（IACBE） の完全な認定を受けた。
EUビジネススクールが提供するすべてのビジネスプログラムは、2009年以来、ビジネススクール・プログラム認定協議会 (ACBSP) の認定を受けた。

## 提携
2013年1月、EUビジネススクールはジュネーブ産業およびサービス商工会議所のスポンサーとなった。
スイスのEUビジネススクールは、スイス連邦プライベートスクール協会、ジュネーブプライベートスクール協会、ヴォー州プライベートスクール協会の一員である。
EUビジネススクールは、社会におけるビジネス学会（ABIS）、 ビジネス教育のためのヨーロッパ理事会、 および 経営開発のためのヨーロッパ財団の一員である。
EUビジネススクール・バルセロナ校はカレッジおよび大学のヒスパニック協会の一員となっている。

## ランキング（EUビジネススクール公式サイト）
世界各国の様々な団体が評価および発表しているMBA、DBAなど各種ランキングについてはEUビジネススクールの公式サイトにも掲載されている。

## ランキング(CEO Magazine)
グローバルMBAランキング
2020年
- 世界第1位：グローバル・オンライン・MBAランキング 2020（全世界270以上のMBAプログラムの中におけるNo.1）
- Tier One：グローバル・MBAランキング 2020（全世界270以上のMBAプログラムの中における一流プログラム）
- TOPリスト入り：プレミアグローバルDBA 2020

2019年
- 世界第1位：グローバル・オンライン・MBAランキング 2019（全世界270以上のMBAプログラムの中におけるNo.1）
- Tier One：グローバル・MBAランキング 2019（全世界270以上のMBAプログラムの中における一流プログラム）
- 世界第1位：グローバル・エグゼクティブ・MBAランキング 2019（全世界270以上のMBAプログラムの中におけるNo.1）

2018年
- 世界第1位：グローバル・オンライン・MBAランキング 2018（全世界270以上のMBAプログラムの中におけるNo.1）
- Tier One：グローバル・MBAランキング 2018（全世界270以上のMBAプログラムの中における一流プログラム）
- 世界第8位：グローバル・エグゼクティブ・MBAランキング 2018（全世界270以上のMBAプログラムの中におけるNo.8）
- 4年連続[57]のランクインとなる。

- TOPリスト入り：プレミアグローバルDBA 2018

2017年
- 世界第1位：グローバル・オンライン・MBAランキング 2017（全世界270以上のMBAプログラムの中におけるNo.1）
- Tier One：グローバル・MBAランキング 2017（全世界270以上のMBAプログラムの中における一流プログラム）
- 世界第3位：グローバル・エグゼクティブ・MBAランキング 2018（全世界270以上のMBAプログラムの中におけるNo.3）

2016 年
- 世界第1位：グローバル・オンライン・MBAランキング 2016
- Tier One：グローバル・MBAランキング 2016
- Tier One：グローバル・エグゼクティブ・MBAランキング 2016

2015 年
- 世界第1位：グローバル・オンライン・MBAランキング 2015
- 世界同率1位：グローバルトップ 20 MBAランキング
- Tier One：エグゼクティブ MBA（グローバルリストの最上位）[61][62]

オンキャンパスの MBA プログラムはヨーロッパの MBA ランキングの上位グループに入り。
2013年
- ヨーロッパ第1位：ヨーロッパ MBA プログラム（国際大学院フォーラム）
- 世界第2位：グローバル EMBA プログラム[63][64]

## ランキング(Forbes Magazine)
Spainランキング
2023年
- 3位

2022年
- 2位

2021年
- 3位

## ランキング(EU-Startups)
EU entrepreneurship（起業家精神）ランキング
2021年
- TOP30

　※Oxford、INSEAD、HEC Paris、Cambridge、Esade、IESE、IE、London Business SchoolなどのTOP校も同様にランクインしている

## ランキング(QS MBA Ranking)
グローバルMBAランキング（全世界、全コースランキング）
2023年
2022年
2021年
2020年
グローバルMBAランキング（全世界、専攻別ランキング）
2021年
- TOP100位以内：MBA課程、起業家精神専攻（MBA Specializations in Entrepreneurship Ranked in Top 100）

- TOP100位以内：MBA課程、マーケティング専攻（MBA Specializations in Marketing Ranked in Top 100）

OnlineグローバルMBAランキング（全世界）
2021年
- 世界20位

2020年
- 世界11位

## QS MBA Ranking参考情報（2020年）
- 151-200位：一橋大学大学院、早稲田大学大学院(Waseda Business School)
- 201位以下：同志社大学大学院、立命館APU、国際大学(International University of Japan)
  - 以下の国公立および私立大学院にて提供されているMBAコースやプログラムは、2020年度時点でランク外となっている。

ランク外（国公立）：京都大学大学院、北海道大学大学院、筑波大学大学院、東京工業大学大学院、首都大学東京大学院、横浜国立大学大学院、神戸大学大学院、九州大学大学院など
ランク外（私立）：慶應義塾大学大学院、明治大学大学院、中央大学大学院、青山学院大学大学院、東京理科大学大学院、法政大学大学院、関西学院大学大学院など

## ランキング（クアクアレリ・シモンズ）

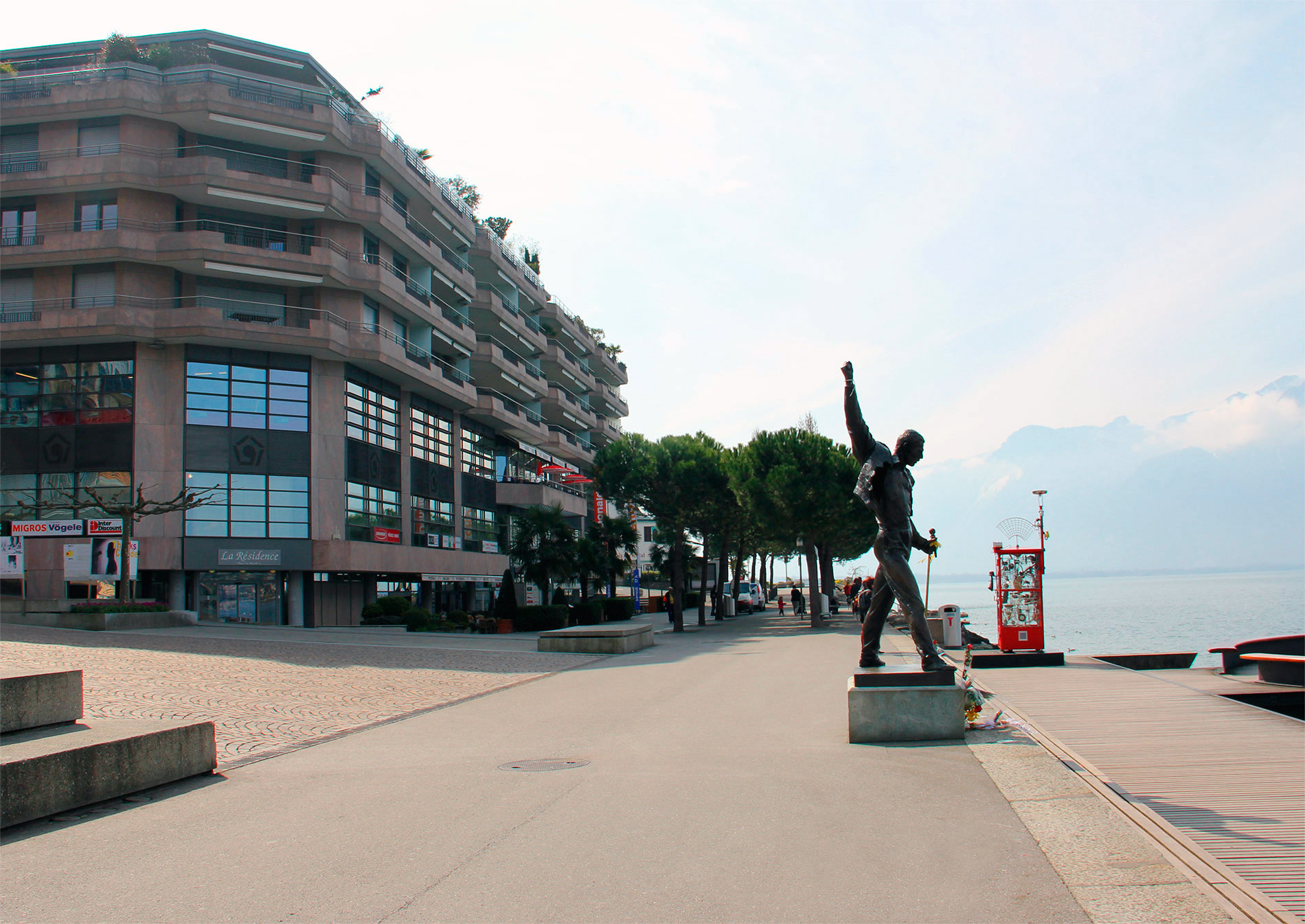

2015年、EUビジネススクール・スペイン校は クアクアレリ・シモンズ社の実施した「ヨーロッパのMBAプログラムに関するROI （投資利益率）」 ランキングで、全46プログラム中、2位になった。
EUビジネススクール・スペイン校の卒業生の平均給与上昇率は138 %である。授業料は2番目に低い額で、平均して23 ヵ月で投資金額を回収できることになる。
EUビジネススクールは2013および2014年のQSグローバル200ビジネススクール・レポートでIMDとザンクトガレン大学に次ぎ、スイスで3番目に位置付けられている。積極的にMBA卒業生を採用する社員2,000人以上の企業の雇用主による本評価は、厳選されたビジネススクールの総括としての側面を持つ。
2013年および2014年のQS レポートは、スペイン、スイス、ドイツのEUビジネススクールのキャンパスを33位にランク付けした。
2013年、EUビジネススクールは、グローバル200ビジネススクールにおいて、「QSの女性のためのトップMBAリスト」で8位にランクインした。
2011年のQAレポートでは、EUビジネススクール・スペイン、スイス、ドイツ校が39位にランク付けされた。
2010年、EUビジネススクール・スペイン校は、クアクアレリ・シモンズ社(QA) の実施した「ヨーロッパのビジネススクール」ランキングで、67校中52位にランク付けされた。

## ランキング（América Economía）
América Economía Global MBA Ranking
2021年
- 世界23位

## その他のランキング（Capital magazineなど）
2011 年、EU ビジネスクールはCapital magazine（キャピタルマガジン誌）により、「女性の学生に最適な世界のビジネススクール」の6位に選ばれた。
2010 年、EU ビジネススクールは「ソーシャルメディアを積極的に活用する国際的な MBA スクール トップ 50」に選ばれた。

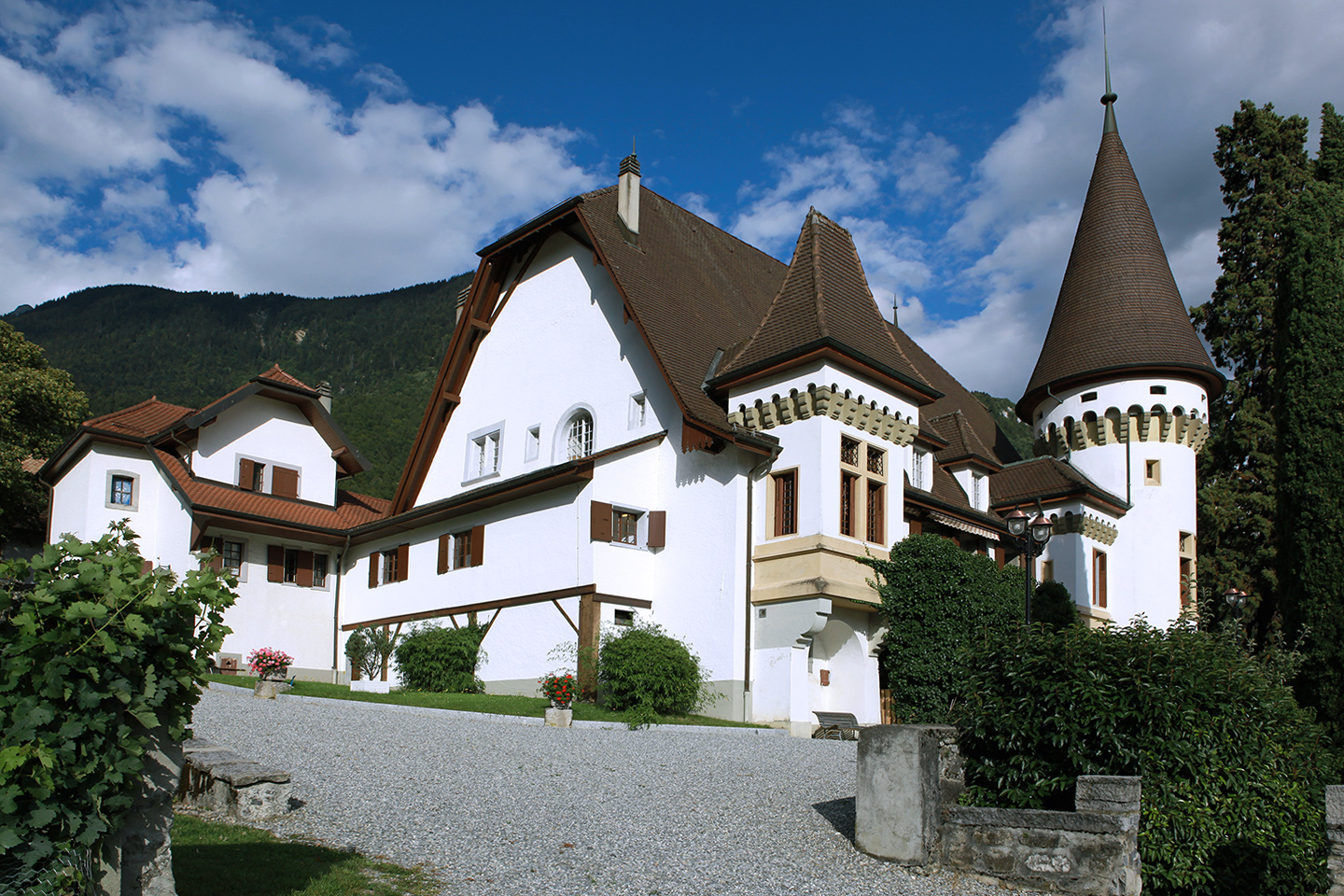

## 持続可能性
EU ビジネススクール・モントルー校は、責任ある経営教育を行うこと、研究すること、ソートリーダーシップを育てることを国連が支援するイニシアティブである「責任ある経営教育原則 (PRME)」に加盟している。
EU ビジネススクールは、企業の社会的責任および国際的労働機関の認定プログラムを提供している。
グリーンクロスインターナショナル は 2014 年に持続可能性アワードを EU ビジネススクールより授与された。
2012 年、EU ビジネススクールは「持続可能性を持つ経営」の文学士号を立ち上げた。
EU ビジネススクールは "Consejo latinoamericano de Escuelas de Administración (CLADEA)"機関のメンバーである。

## 著名な卒業生（名誉学位）
過去 40 年間で、EU ビジネススクールは 24 の名誉博士号を授与した。
以下の者(敬称略) などが受賞者として名を連ねている。
- Nick Hayek Jr.（スウォッチ・グループ：CEO）
- Gérard Dubois（パティスリー）
- Abel Gyozevich Aganbegyan（ソビエト連邦及びロシア連邦：経済学者、起業家）
- Alexander Vinokourov（Astana：ゼネラルマネージャー、プロフェッショナルロードバイク）
- Steve Guerdat（馬術：近代オリンピックゴールドメダリスト、ワールドカップ王者）
- R. Seetharaman（ドーハ銀行：最高経営責任者)
- Brian Cookson（国際自転車競技連合 ：会長、イギリスオリンピック委員会：執行役員、セントラル・ランカシャー大学 (University of Central Lancashire) ：名誉フェロー、大英帝国勲章受賞者）

2014年 6月 25日、ドーハ銀行の最高経営責任者 (CEO) の R. Seetharaman 氏に「グローバルガバナンス」の博士号 を授与。 また、翌年2015 年にForbesにビジネストップリーダーの一人として選出され、6位にランクインした。
元スイス大統領のアドルフ・オギは、著書 アドルフ・オギ：政治家とスポーツマンの出版に際して、当校が国連へと招待した。
2015年 6月 27日、EU ビジネススクールはBrian Cookson に民法博士の学位を授与した。

## キャンパス
EU ビジネススクールは、ジュネーヴ、モントルー、ミュンヘン、バルセロナ にキャンパスを構え、他にも世界各地にパートナー施設がある。
すべてのキャンパスでは、英語で指導する同一カリキュラムに従うことで、学生が別の国へと転校する上でも容易になっている。

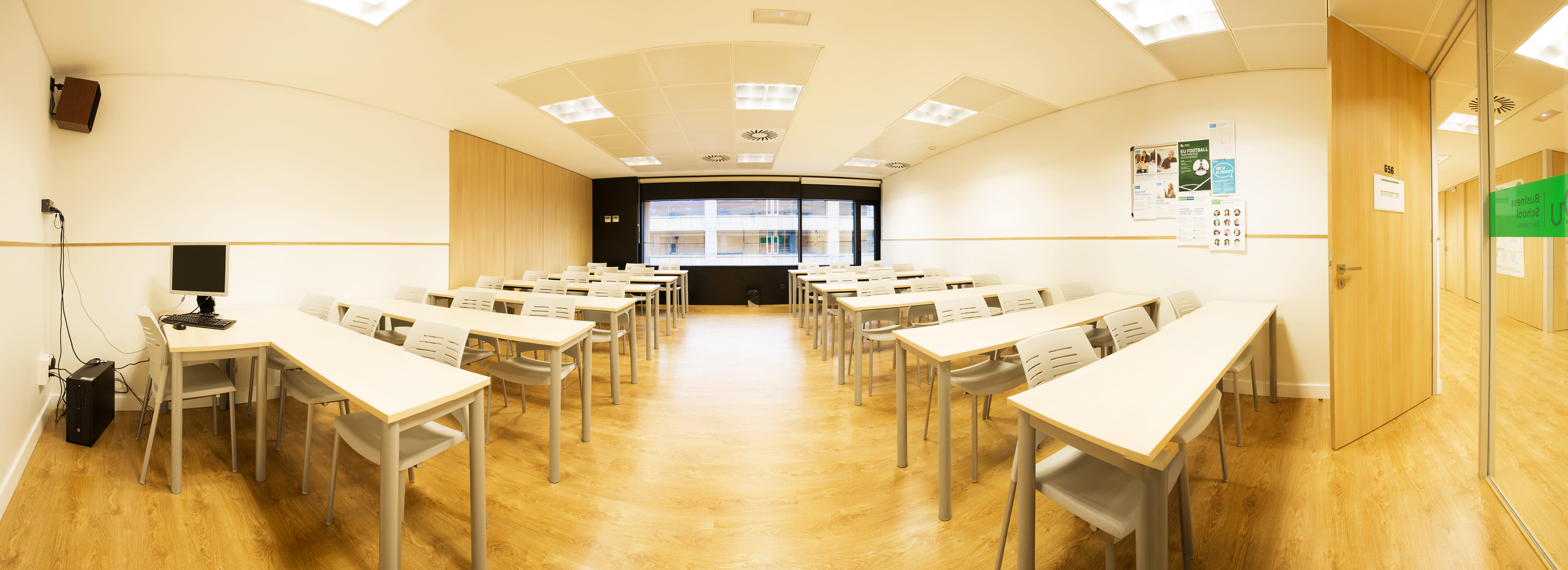

レマン湖から 5 分の位置にジュネーブキャンパスがあり、数キロほど行けばフランスならびにスイスアルプスがある。ジュネーブといえば 国連の事務局、世界貿易機関 のオフィスなどがある。キャンパスには図書館もある。
モントルーキャンパスは モントルー・ジャズ・フェスティバルで有名なモントルーの中心部にある。
ミュンヘンキャンパスは、南ドイツ地方のバイエルンの州都の中心部近くにある。最新鋭の設備を備えた施設にて講義は行われる。学生は必要に応じてProQuestの にアクセスすることができる。

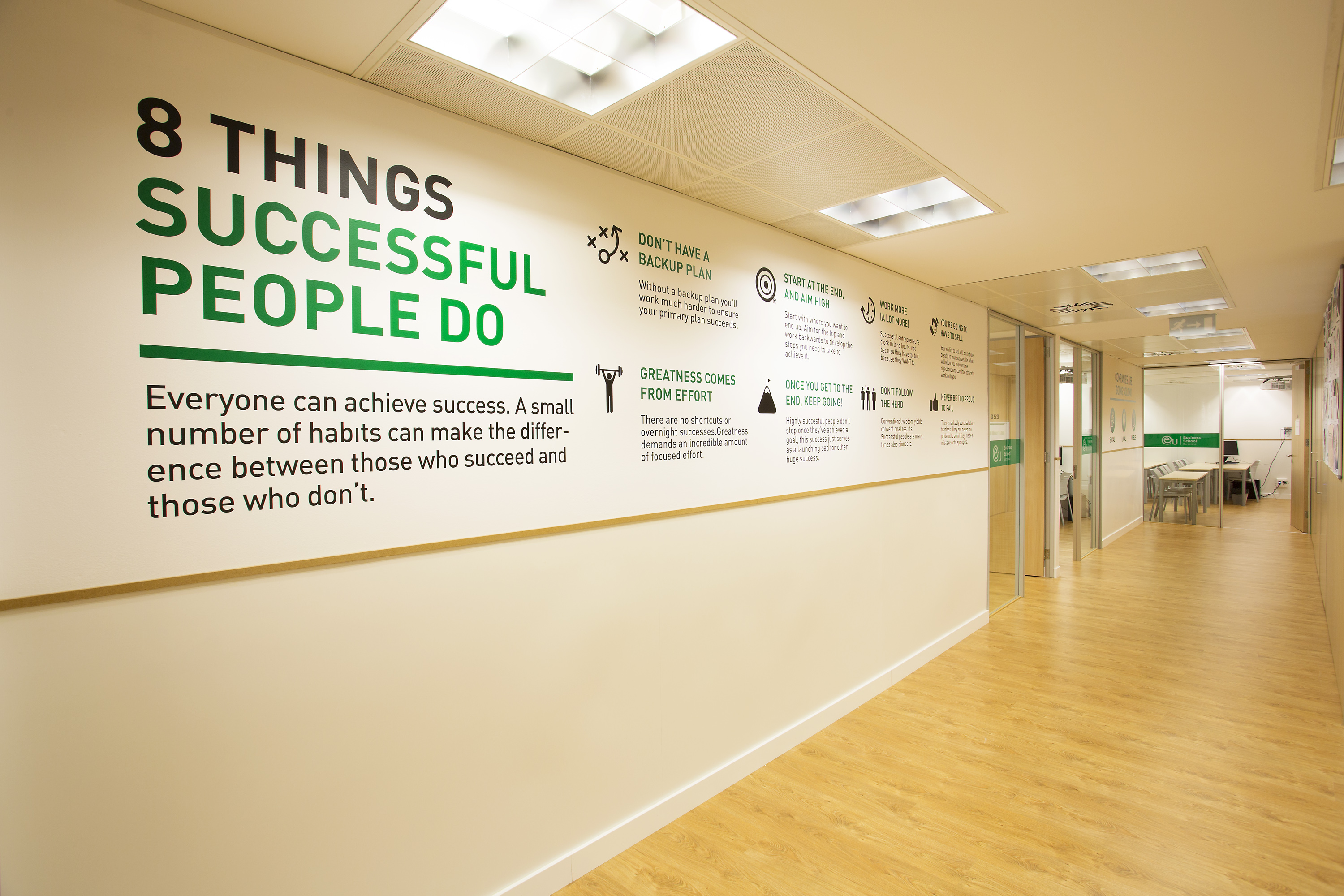

バルセロナキャンパスは、市の中心部から 10 分ほどのとこにあるラ・ボナボーバに位置する。すべての教室には SMART ボードが設置されており、学生は必要に応じてProQuestのe-ライブラリーにアクセスすることができる。
すべてのキャンパスでWi-Fiが利用可能で、コンピューター実習室が設置されている。

## マーケティング戦略
EU ビジネススクールは、「Crucero ビジネスネットワーキング」 (CBN) プロジェクトの教育パートナーである。
CBN は 教育、エンターテインメント、ネットワーキングの組み合わせである
。
2013年、EU ビジネススクールはスペインの メイク・ア・ウィッシュ財団およびFC バルセロナ財団に企業の社会的責任アワードを授与した。
2013年12月、EU ビジネススクールは近隣のサリア - セントゲルバーシの 役所と協力して学生歓迎イベントを主催した。
2014年7月、EU ビジネススクールは「New World (新世界)」というタイトルにて TED×バルセロナのイベントを開催し、8 名のゲストスピーカーが社会、建築、医学、技術の将来に関するビジョンを共有した。
EU ビジネススクールで 異文化 におけるビジネス上の課題を講義する教授であり、カタルーニャ民主集中 のメンバー、欧州自由民主同盟党副党首を務めるマルク・ゲレロは、2013年12月に「Rebooting Europe (ヨーロッパの再起動)」という本を出版した。
この本はヨーロッパの将来に関する楽観的なエッセイで、過去の価値観と将来の不確実性の間でヨーロッパが引き裂かれてしまったことに関して述べている。
EUビジネススクールはモントルー・ジャズ・フェスティバルの「変則的パートナー」の一員である。
2015 年 1 月、EU ビジネススクールはイヴォルヌにてスイス経済フォーラム・キックオフ・ロマンディ・イベントを主催した。
2016 年 3 月、EU ビジネススクールは、スポーツ産業における国際的な投資フォーラムである iSport フォーラム 2016 とのコラボレーションを実現した。
同月、EU ビジネススクール・バルセロナ校は「Championnat européen des universités et grandes écoles」の第二版に参加した。